# 飓风康妮
飓风康妮是1955年8月在美国东部引发重大洪灾的强劲四级飓风，当地还在短短数天后受到飓风黛安袭击。气旋于8月3日经东大西洋的东风波发展而成并快速朝西北偏西移动，到8月4日已达飓风强度。风暴起初对小安的列斯群岛构成威胁，后在群岛以北约165公里海域经过。康妮在美属维尔京群岛夺走三条人命，并摧毁部分民居。系统外围雨带产生飓风强度阵风并降下暴雨，波多黎各雨量达220毫米，岛上60户民宅被毁，农作物也受到影响。据飓风猎人观测，风暴在袭击波多黎各后于8月7日达到最大持续风速每小时220公里，气压944毫巴（百帕，27.9英寸汞柱）的最高强度。接下来气旋的移动速度放缓，强度也有减弱，转向北上后于8月12日以萨菲尔-辛普森飓风风力等级下的二级飓风强度吹袭北卡罗来纳州，成为1955年大西洋飓风季第一个对该州构成重大破坏的热带气旋（之后两个分别是飓风黛安和飓风伊俄涅）。经过切萨皮克湾区域后，风暴继续深入内陆，最终于8月15日被休伦湖上空的冷锋吸收。
美国国家气象局在康妮登陆前向大范围地区发布飓风警告，多地人员撤离、航班取消，海滩封闭。气旋产生狂风巨浪并在沿途降下暴雨，北卡罗来纳州的农作物遭受重创，还导致27人死亡。华盛顿哥伦比亚特区有四人因道路湿滑引发的交通事故丧生。飓风在切萨皮克湾导致一艘船倾覆，船上十四人遇难，美国国会为此通过法律变更美国海岸警卫队的检查政策。宾夕法尼亚州和新泽西州各有六人死亡，纽约州降雨量创下新纪录，部分房屋和地铁被淹，共有十四人死亡。风暴期间，全美至少有29.5万人家中断电，损失总额约8600万美元。康妮产生的降水同数天后的飓风黛安一起共造成七亿美元的经济损失。此外，风暴残留进入加拿大后还在安大略省夺走四条人命，并摧毁部分房屋和船只。由于这场飓风造成重大人员伤亡和经济损失，其名称“康妮”因此退役，以后永远都不会再在北大西洋热带气旋命名时采用。

## 发展历程
据附近两艘船只提供的数据，1955年8月3日，一股东风波在佛得角以西洋面发展成热带低气压，然后迅速向西北偏西移动并强化成热带风暴康妮。8月4日，飓风猎人发现气旋正发展出眼状特征，并且侦察机和附近船只的观测结果都表明风暴当天就达到飓风强度。康妮在逼近小安的列斯群岛北侧期间继续强化，于8月6日从群岛以北约165公里海域经过。当晚，康妮的强度达到三级飓风标准，成为大型飓风。
受大规模高压脊影响，风暴经过小安的列斯群岛后略朝西北转向。8月7日，飓风猎人侦察机观测到倒圆锥形风眼，大头位于飞行高度层，接近地表的小头直径约15公里。侦察机还测得944毫巴（百帕，27.88英寸汞柱）的最低气压，这也是整场飓风的最低气压。根据上述观测数据，大西洋海洋学和气象学实验室下属飓风研究部估计气旋此时的最大持续风速达到每小时220公里，成为四级飓风。气旋向西北推近，从巴哈马东北方向经过。随着风眼尺寸增大，康妮在上升流和冷空气的共同影响下逐渐减弱，强度在8月9日跌至低于大型飓风标准。风暴同东南方向正在发展的飓风黛安发生藤原效应，并在东北一侧逐渐成型的高压脊影响下放慢移动速度，此时的前进方向为西北偏西。8月10日，飓风在逼近美国东南沿海时转向北上。8月12日，气旋强度略有回升，达到风速每小时160公里的第二波高峰。协调世界时下午15点左右，康妮从北卡罗来纳州加特利县梅肯堡州立公园（Fort Macon State Park）附近登陆。
风暴在行经卡罗来纳州东部期间减弱，逼近北卡罗来纳州和弗吉尼亚州边界附近的大西洋海岸。受伊利诺伊州上空上层低压槽增强及低气压区的共同影响，飓风穿过汉普顿锚地后回转朝西北偏北前进。8月13日，气旋强度在行经切萨皮克湾区域期间降至飓风标准以下，然后又转向西北，穿过宾夕法尼亚州西部进入伊利湖。接下来，康妮以热带风暴强度先后穿过安大略省西南部、休伦湖和密歇根州，然后逐渐消散，最终于8月15日被逼近的冷锋吸收。

## 防灾措施

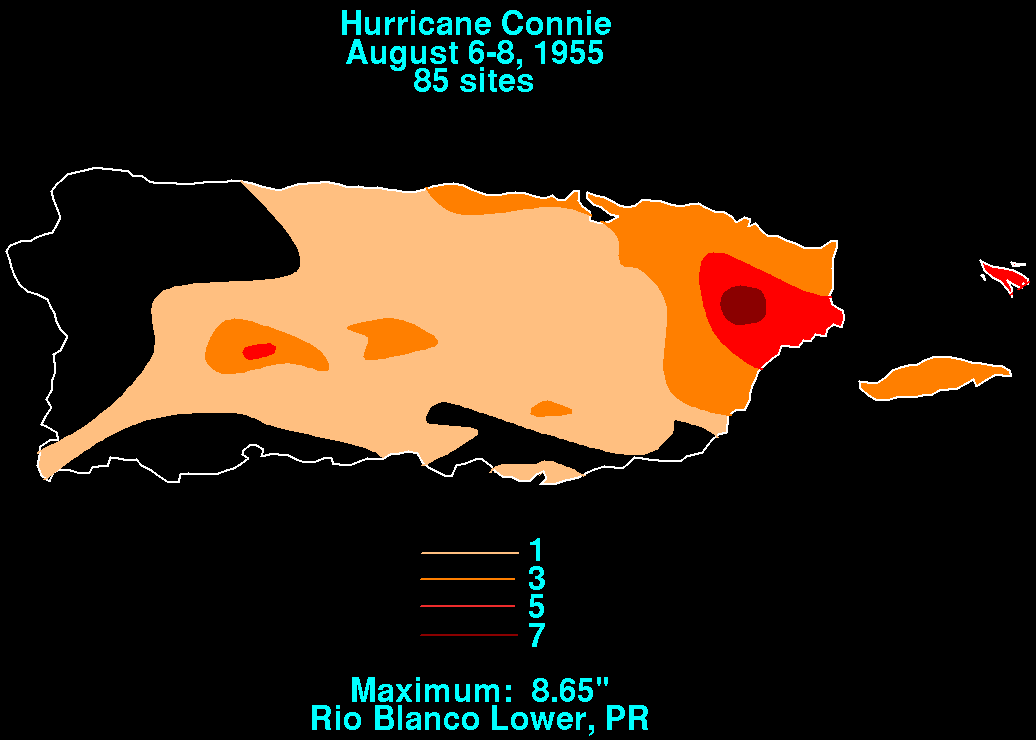
康妮在波多黎各产生的降水分布

8月5日，飓风康妮的最强风力时速达到205公里，明显对加勒比东北部群岛构成威胁。美国国家气象局向巴布达岛、萨巴和安地卡岛发布飓风警告，维尔京群岛和波多黎各先收到飓风预警，后转为警告。面对风暴威胁，波多黎各北岸沿海约四万居民被迫撤离。气旋影响波多黎各后，多明尼加共和国北岸沿海地区收到风暴警告，巴哈马东部收到飓风警告。
康妮在西大西洋徘徊期间一度在美国东南部近海缓慢移动，致使气象机构难以预测其动向。8月7日，北卡罗来纳州至弗吉尼亚州诺福克间地区接获飓风警告，同时飓风预警生效范围向北延伸至纽约市。气象机构此后将飓风警告生效范围扩展到特拉华防波堤（Delaware Breakwater），风暴警告向东北延伸至马萨诸塞州普罗威斯顿。北卡罗来纳州的警报共持续约三天之久，直至气旋进入内陆后中止。
美国军方在飓风来袭前把沿海军机转移到更安全的内陆。美国海军一架飞机在撤离时坠毁，机上两人死亡。大型海军舰艇前往海上躲避风暴，小型船只停在丹吉尔。来自十余个国家的上百艘商船停泊在汉普顿锚地水域，小船则在码头固定。美国红十字会共开设至少79个避难所，并派出41名有飓风防灾救灾经验的工作人员。美国海岸警卫队命令四个沿海城镇的居民疏散，共计约有1.4万人从沿海地区撤离。北卡罗来纳州克雷文县新伯尔尼（New Bern）约有两千人从洪灾易发区转移。面对飓风威胁，费城童军自由理事会之摇篮（Cradle of Liberty Council）将八百名童军成员撤离。原计划乘飞机从蓋茨堡返回华盛顿哥伦比亚特区的美国总统德怀特·艾森豪威尔改为乘车。新泽西州北部有超过三百人疏散。新泽西州和纽约州多个海滩封闭，大洋城（Ocean City）的年度游行活动因风暴延迟。数十架进出纽约地区的航班因天气恶劣取消，加拿大陆军的军事演习也予中止。

## 影响

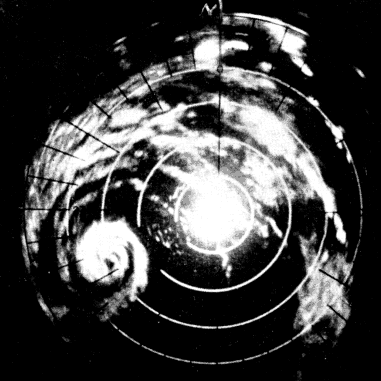
飓风康妮位于美国东北部的卫星图像

### 加勒比地区
经过小安的列斯群岛期间，气旋外围雨带在英属维尔京群岛的托尔托拉岛产生强烈阵风，时速高达166公里，安圭拉测得每小时83公里的持续风速。波多黎各和美属维尔京群岛的阵风时速为74公里，估计圣托马斯岛的阵风更达每小时130公里。加勒比地区东北部普降暴雨，波多黎各以白河（Río Blanco）下游雨量最高，达220毫米，其中191毫米是在24小时内降下。圣托马斯岛的夏洛特阿马利亚降水179毫米，岛上两人溺毙，还有一人在康妮经过期间触电身亡，此外，该岛还有部分棚屋和船只被毁。康妮产生的狂风巨浪共摧毁波多黎各60幢劣质房屋，还导致农作物和公共设施受损。另外，巴哈马圣萨尔瓦多岛测得时速39公里大风。

### 美国和加拿大

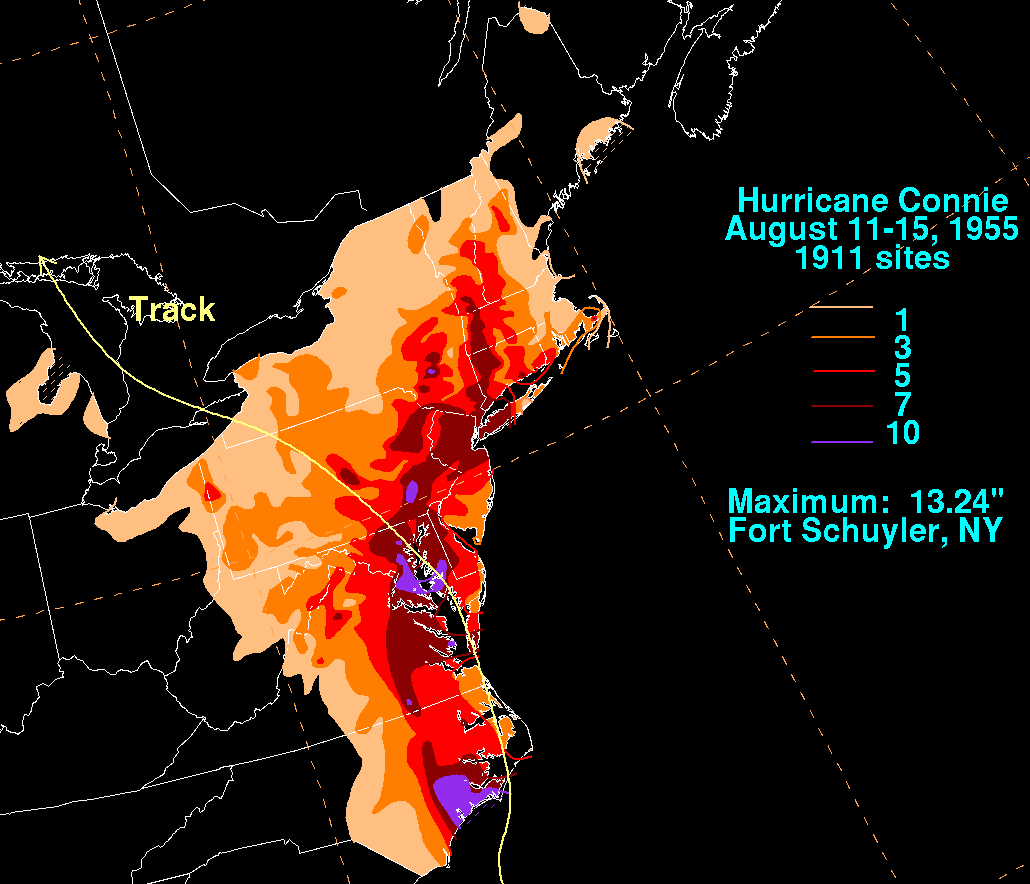
康妮在美国的降水分布

气旋在北卡罗来纳州和弗吉尼亚州产生飓风强度狂风。飓风来袭前，美国东北部许多地区正处干旱，康妮带来的空气异常潮湿，致使气温和水温都高于正常水平，美国东部因此普降暴雨。风暴产生的降水范围从南卡罗来纳州向东延伸至缅因州，西侧更远至密歇根州。费城和纽约降雨量创下新纪录，纽约舒勒堡降下336毫米雨量，是整场飓风降水最多的地点。康妮过去仅四天后，飓风黛安又在同一区域产生大量降水，引发大面积洪灾。风暴西侧边缘雨带催生出六个龙卷风，其中五个位于南卡罗来纳州，一个在北卡罗来纳州。整场飓风共在美国造成价值8606.5万美元损失，其中大部分发生在北卡罗来纳州、弗吉尼亚州和马里兰州。
袭击北卡罗来纳州期间，气旋在加特利县莫尔黑德市（Morehead City）产生每小时116公里的持续风速，阵风时速134公里。风暴登陆点附近阵风时速达160公里，但此数据究竟是估计还是测量值至今尚无定论。位于近海的煎锅浅滩（Frying Pan Shoals）测得每小时148公里阵风。康妮缓慢向内陆进发期间产生高达2.4米的风暴潮，致使海滩严重侵蚀。昂斯洛县小镇斯旺斯伯勒（Swansboro）的风暴潮比1954年10月飓风黑兹尔来袭期间还高，许多黑兹尔过去后重建的码头又因这场风暴受损或被毁。风暴潮令威尔明顿的低洼地区洪水泛滥，外滩群岛多条沿海公路在康妮抵达前就被大浪淹没。气旋登陆点西侧的降雨量超过250毫米。远至罗利这样的内陆城市都有河流泛滥，但程度不及沿海地区。风暴期间，北卡罗来纳州国民警卫队受命前往博福特县小镇华盛顿（Washington），协助帕姆利科河（Pamlico River）沿线约一千人疏散。受外围雨带影响，北卡罗来纳州沿海多条输电线路中断。大量降水引发洪灾威胁，17号美国国道位于新伯尔尼附近路段为此封闭。整个北卡罗来纳州的经济损失约为四千万美元，至少四分之三是农作物损失。全州共27人遇难，死因包括交通事故、建筑损毁、触电和溺亡。。
康妮登陆期间，南卡罗来纳州位于飓风中心以南，默特尔比奇有四十幢建筑被毁。气旋令多地渔业码头、防波堤和部分住房的屋顶受损，媒体报导称同前一年的飓风黑兹尔相比，这场风暴的影响尚算“温和”。康妮逐渐北上并继续降下暴雨，切萨皮克湾位于宾夕法尼亚州和纽约州东南部海岸均测得超过250毫米雨量。弗吉尼亚州里士满8月12日降下233毫米雨水，刷新日降雨量纪录。从沿海地区到深入内陆的里士满，该州多条河流泛滥成灾。洪水将里士满，弗雷德里克斯堡和波托马克铁路位于兰开斯特县兰克福德（Lankford）附近路段冲毁，还把包括1号美国国道和301号美国国道位于该州境内部分路段在内的五条区域公路淹没。飓风刮倒树木，州内至少有5000人失去供电。弗吉尼亚州有十条河的水位创下历史新高，相邻的马里兰州则有十六条。哥伦比亚特区因道路湿滑引发上百起交通事故，其中一辆汽车与其他车辆刮擦后冲进暴涨的溪流，车上四人溺毙。
切萨皮克湾狂风巨浪肆虐，长38米的“列文·马威尔号”（Levin J. Marvel）沉没。这艘已有64年船龄的双桅纵帆船从马里兰州安纳波利斯出发时据称已“不适合航行”，最终在该州安妮阿伦德尔县费尔黑文（Fairhaven）附近倾覆，23名乘客和四名船员中有十四人溺毙，其他人困在残骸上漂流一段时间后获救，据《巴尔的摩太阳报》报道，这在马里兰州历史上也是非常严重的一次海上灾难。
特拉华州此前旱情严重，幸获康妮带来的降水缓解。威尔明顿机场一控制塔测得时速97公里阵风，是该州阵风最强的地点。气旋在贝瑟尼滩催生出海龙卷风，导致数十幢民宅的屋顶被掀并停电六小时，另有一名少年被风刮飞至18米外并受轻伤。降雨引发山洪，但当地此前正逢干旱，所以美国地质调查局认为水情“无关紧要”。康妮在新泽西州夺走六条人命，其中一人淹死，一人触电身亡，另外四人均死于交通意外。狂风暴雨令树木倒塌、电缆中断，约十八万人家中停电，两万人无法使用电话，卑尔根县几乎所有警察、消防员和五百余名电工加入抢修。面对附近三条泛滥成灾的河流，萨默塞特县曼维尔（Manville）进入紧急状态并持续19.5小时。特纳夫莱一名修女因停电被困电梯，需要外界救援。肯顿附近包括30号美国国道在内的多条公路因水淹封闭，造成交通阻塞。相邻的宾夕法尼亚州同样有六人丧生，其中两人所乘的汽车被洪水卷走，另外四人均死于交通意外。该州东南部降雨量达230毫米，费城在24小时内降水123毫米，创来57年来新高。洪水超出下水道及小河的承受范围，致使道路封闭，许多民居的地下室进水，数以百计的居民被迫转移。持续三天降水令理海谷（Lehigh Valley）多条河流水位上涨。宾夕法尼亚州约有一万人家中停电，但很快便已恢复。伯利恒海伦娜营（Camp Helena）附近溪流暴涨，美国海军陆战队将营地中63名女童军转移。达比河（Darby Creek）水位升高，一名男童需外界救援。
纽约东南部暴雨倾盆，超过250毫米的降水导致重大破坏，纽约都会区十一人遇难，纽约上州也有三人死亡。纽约市20小时就降水135毫米，创下半个多世纪来的新纪录，市内大面积地区被淹，地铁和成千上万的房屋进水，全市受停电影响的居民超过十万，狂风和高涨的潮水还迫使轮渡暂停，拉瓜地亚机场也因积水达0.3米被迫临时关闭。洪水将德拉华和哈德逊铁路位于海德堡断崖附近路段冲毁，导致两辆火车脱轨，幸而没有人员伤亡。门罗县和韦恩县部分桃树和苹果树因风暴受损，降水还导致希南戈县正在举办的博览会提前关闭。康涅狄格州沿海地区多条河流因康妮产生的降水上涨，但该州受到的影响很小。
8月14日，气旋残留进入安大略上空并继续产生时速75公里大风，五大湖附近地区仍有65毫米降水。伯灵顿27艘船被毁，一名男子因船在伊利湖沉没遇溺，安大略另外还有两人溺亡。康妮产生的大浪摧毁六幢房屋，另有多户受损。风暴还造成部分地区停电，烟草作物受损。此外，风暴在美国境内行进的最后一段时间还在密歇根州休伦湖畔产生时速105公里的强烈阵风，引起的大浪致使多艘小船倾覆或受损，该州遭受的经济损失约为十五万美元。

## 善后
飓风康妮引发的洪灾未能马上引起媒体高度关注，但正是因为这场飓风的大量降水，美国东北部数天后因其他风暴引发的洪灾才变得极其严重。康妮过境仅五天后，飓风黛安吹袭北卡罗来纳州，不过此后没有像前一场风暴一样转向西北，而是朝东北移动。黛安在大片含水饱和的地区降下暴雨引发严重洪灾，损失数额至少达七亿美元，六个州经宣告成为联邦灾区，以便灾民获得联邦援助。康妮过境后，美国小型企业管理局向受灾民众和企业提供低息贷款。
“列文·马威尔号”海难促使美国国会于1956年通过法律，授权海岸警卫队检查所有超过六名乘客的船只，此前法律只允许警卫队检查排水量在700吨以上船只，而“列文·马威尔号”只有183吨。失事船长因经验不足受到玩忽职守和过失杀人罪起诉，案件在位于巴尔的摩的马里兰联邦地区法院审理。如果罪名全部成立，被告需服刑十一年，但法官罗伯特·多西·沃特金斯（Robert Dorsey Watkins）裁决过失杀人罪不成立，最终当事人因玩忽职守罪被判一年缓刑。
面对飓风构成的重大损失，风暴名称“康妮”随后退役，以后永远都不会再在北大西洋热带气旋命名时采用。